# Крущево
Крущево (пол. Kruszczewo) — село в Польщі, у гміні Стара Біла Плоцького повіту Мазовецького воєводства.
Населення — 117 осіб (2011).
У 1975-1998 роках село належало до Плоцького воєводства.

## Демографія
Демографічна структура станом на 31 березня 2011 року:
|          | Загалом | Допрацездатний вік | Працездатний вік | Постпрацездатний вік |
| -------- | ------- | ------------------ | ---------------- | -------------------- |
| Чоловіки | 60      | 13                 | 42               | 5                    |
| Жінки    | 57      | 12                 | 33               | 12                   |
| Разом    | 117     | 25                 | 75               | 17                   |